# Dionysios de Lamptrée
Pour les articles homonymes, voir Dionysios.
Dionysios  est un philosophe grec épicurien du IIIe siècle av. J.-C.

## Notice biographique
Originaire de Lamptrée, dème d'Attique, il naît vers 250 av. J.-C. Troisième scholarque de l’école épicurienne et successeur de Polystrate en 219 av. J.-C., il meurt en 205 et Basilide lui succède.